# Bondersbyn
Bondersbyn is een dorp binnen de Zweedse gemeente Kalix.
Het dorp wordt genoemd in het belastingboek van 1543. Het is gelegen aan de Kalixälven. In de omgeving van Bondersbyn wonen ongeveer 150 mensen, verdeeld over dorpen als Brattlandet, Marieberg en Stora Lappträsk